# Aetideus bradyi
Aetideus bradyi är en kräftdjursart som beskrevs av A. Scott 1909. Aetideus bradyi ingår i släktet Aetideus och familjen Aetideidae. Inga underarter finns listade i Catalogue of Life.